# 果菜類
果菜類（かさいるい、英: fruit vegetables）とは、果実やそれに含まれる種子が食用部位となる野菜のことであり、キュウリ、カボチャ、インゲンマメ、エンドウ、ナス、トマト、ピーマン、オクラなどがある。実もの野菜、成り物野菜ともよばれる。メロン、スイカ、イチゴはふつう果物として扱われるが、草本に実るため生産分野では野菜とされ、その中で果菜や果実的野菜（果物的果菜）に分類される。
以下では野菜の一型としての果菜類について解説するが、より広い意味で、果物と野菜を合わせたものを果菜とよぶこともある。

## 定義
野菜のうち、果実やそれに含まれる種子を食用部位とするものは果菜類とよばれる。実もの野菜、成り物野菜とよばれることもある。果菜は、ナス類（ナス科; トマト、ピーマンなど）、ウリ類（ウリ科; キュウリ、スイカなど）、マメ類または莢菜類（マメ科; インゲンマメ、エンドウなど）、その他（オクラ、イチゴなど）に分けられることもある。
野菜の定義は国や分野によってやや異なり、日本の生産分野では、草（草本植物）に由来するもののうち主食とはされず、低加工で利用されるものを野菜としている。そのため、メロン、スイカ、イチゴも野菜であり、その中では果菜に分類される。これらの果実は甘く、利用分野では野菜ではなく果物として扱われるため、特に「果実的野菜」や「果物的果菜」とよばれることがある（下表★）。一方で、ウメやワサビノキの果実は木（木本植物）に実るが甘くなく副食として利用されるため、野菜（果菜）として扱われることがある。
また、マメ科の作物のうち、未熟な果実や種子は野菜（果菜）とされるが、完熟した種子はしばしば主食的に扱われたり加工品原料とされ、ふつう穀類や豆類として野菜とは分けて扱われる（下表は完熟利用のものも含む）。トウモロコシも熟した果実は穀類として扱われるが、広く食用とされるスイートコーンの未熟果は果菜とされ、また未熟な花穂（ベビーコーン、ヤングコーン）も利用される。
果菜は果実や種子を食用とするが、トマトやスイカ、イチゴなど成熟した果実を利用するものと、ピーマン、キュウリ、エンドウ（サヤエンドウ）、オクラのように未熟果実を利用するものがある。

## おもな果菜
果菜に分類されることがある野菜には、下表のようなものがある。ナス科、ウリ科、マメ科のものが多い。★は甘く、消費分野ではふつう果物として扱われるが、日本の生産分野では「果実的野菜」（果物的果菜）に分類されるものを示す。***は日本における指定野菜（消費量が多く、収穫量と出荷量が毎年調査される）、**は特定野菜（指定野菜に準ずる野菜; 特定地域に限るものもある）、*は地域特産野菜生産状況調査（調査は隔年）の対象種である（2024年現在）。
| 画像 | 名称［英名］                                                                         | 分類群                                         | 果実の型 ［その他の利用部］     | 利用［食用以外の利用］                                         |
| ---- | ------------------------------------------------------------------------------------ | ---------------------------------------------- | ------------------------------- | -------------------------------------------------------------- |
|      | ナス*** ［eggplant］                                                                 | ナス科ナス属 Solanum melongena                 | 漿果                            | 煮物、炒め物、揚げ物、焼き物、漬物など                         |
|      | トマト*** ［tomato］                                                                 | ナス科ナス属 Solanum lycopersicum              | 漿果                            | 生食、ソース、スープ、ケチャップ、ジュースなど                 |
|      | ペピーノ ［pepino］                                                                  | ナス科ナス属 Solanum muricatum                 | 漿果                            | 生食など                                                       |
|      | ナランジラ ［naranjilla］                                                            | ナス科ナス属 Solanum quitoense                 | 漿果                            | 生食、ジュースなど                                             |
|      | タマリロ（キダチトマト） ［tamarillo］                                               | ナス科ナス属 Solanum betaceum                  | 漿果                            | 生食など                                                       |
|      | ジロ（アオナス、カザリナス、ヒラナス） ［scarlet eggplant］                          | ナス科ナス属 Solanum aethiopicum               | 漿果 ［葉］                     | 煮物、蒸し物、漬物など                                         |
|      | テリハナス ［African eggplant］                                                      | ナス科ナス属 Solanum macrocarpon               | 漿果 ［葉］                     | 生食、スープ、など                                             |
|      | トマティーヨ（オオブドウホオズキ、ホオズキトマト） ［tomatillo］                     | ナス科イガホオズキ属 Physalis philadelphica    | 漿果                            | 生食、煮物、炒め物、ソースなど                                 |
|      | ブドウホオズキ（シマホオズキ、キボウホウグーズベリー） ［Cape gooseberry］           | ナス科イガホオズキ属 Physalis peruviana        | 漿果                            | 生食、ジャム、ジュースなど                                     |
|      | ショクヨウホオズキ ［strawberry tomato］                                             | ナス科イガホオズキ属 Physalis pruinosa         | 漿果                            | 生食、煮物、砂糖漬け、酢漬けなど                               |
|      | ピーマン***［bell pepper］ パプリカ* シシトウガラシ** トウガラシ*［chili pepper］    | ナス科トウガラシ属 Capsicum annuum             | 漿果 ［葉］                     | 生食、炒め物、煮物、揚げ物、香辛料など                         |
|      | キュウリ*** ［cucumber］                                                             | ウリ科キュウリ属 Cucumis sativus               | ウリ状果                        | 生食、漬物、炒め物など                                         |
|      | ニシインドコキュウリ（ガーキン） ［West Indian gherkin］                             | ウリ科キュウリ属 Cucumis anguria               | ウリ状果                        | 生食、漬物など                                                 |
|      | メロン★**［melon］ マクワウリ［oriental melon］ シロウリ*［oriental pickling melon］ | ウリ科キュウリ属 Cucumis melo                  | ウリ状果                        | 生食、漬物など                                                 |
|      | スイカ★** ［watermelon］                                                             | ウリ科スイカ属 Citrullus lanatus               | ウリ状果（種子）                | 生食、種子を炒るなど                                           |
|      | ユウガオ（かんぴょう*） ヒョウタン［bottle gourd］                                   | ウリ科ヒョウタン属 Lagenaria siceraria         | ウリ状果                        | 煮物、和え物、寿司など ［容器、観賞用］                        |
|      | トウガン* ［wax gourd］                                                              | ウリ科トウガン属 Benincasa pruriens            | ウリ状果                        | 煮物、炒め物、漬物など                                         |
|      | ヤサイカラスウリ ［little gourd］                                                    | ウリ科ヤサイカラスウリ属 Coccinia grandis      | ウリ状果                        | 生食、煮物、砂糖漬けなど                                       |
|      | カボチャ**［pumpkin］ ミニカボチャ* ズッキーニ*［zucchini］                          | ウリ科カボチャ属 Cucurbita spp.                | ウリ状果                        | 煮物、揚げ物、スープなど ［飼料、観賞用］                      |
|      | メロコトン ［cassabanana］                                                           | ウリ科シカナ属 Sicana odorifera                | ウリ状果                        | 生食、スープ、煮物、ジャムなど                                 |
|      | ヘチマ ［sponge gourd］                                                              | ウリ科ヘチマ属 Luffa aegyptiaca                | ウリ状果                        | 酢の物、和え物、炒め物など ［繊維、観賞用］                    |
|      | トカドヘチマ ［angled luffa］                                                        | ウリ科ヘチマ属 Luffa acutangula                | ウリ状果 ［葉］                 | 煮物、カレーなど ［繊維、薬用］                                |
|      | ヘビウリ ［snake gourd］                                                             | ウリ科カラスウリ属 Trichosanthes anguina       | ウリ状果                        | スープ、炒め物など                                             |
|      | ハヤトウリ ［chayote］                                                               | ウリ科アレチウリ属 Sicyos edulis               | ウリ状果 ［塊根、茎葉］         | 漬物、酢の物、煮物など［薬用、飼料、繊維］                     |
|      | ヤセイキュウリ（キクランテラ・ペダタ） ［caigua］                                    | ウリ科バクダンウリ属 Cyclanthera pedata        | ウリ状果                        | 生食、肉詰めなど ［薬用］                                      |
|      | ニガウリ**（ツルレイシ、ゴーヤ） ［bitter melon］                                    | ウリ科ニガウリ属 Momordica charantia           | ウリ状果                        | 炒め物、酢の物、漬物など ［観賞用］                            |
|      | ツンバカラウイラ（カックロール） ［spiny gourd］                                     | ウリ科ニガウリ属 Momordica dioica              | ウリ状果                        | カレーなど                                                     |
|      | エジプトルピナス ［Egyptian lupine］                                                 | マメ科ハウチワマメ属 Lupinus albus             | 種子                            | 塩漬けなど                                                     |
|      | ラッカセイ（ナンキンマメ） ［peanut］                                                | マメ科ナンキンマメ属 Arachis hypogaea          | 種子 ［茎葉］                   | 炒り豆、揚げ物、茹で物、ピーナッツバター、油原料など           |
|      | クラスタマメ（グアー） ［cluster bean］                                              | マメ科クラスタマメ属 Cyamopsis tetragonoloba   | 豆果、種子 ［葉］               | サラダ、増粘多糖など                                           |
|      | ナタマメ ［sword bean］                                                              | マメ科ナタマメ属 Canavalia gladiata            | 豆果、種子                      | 漬物、煮豆など                                                 |
|      | タチナタマメ ［jack bean］                                                           | マメ科ナタマメ属 Canavalia ensiformis          | 豆果、種子                      | 漬物、煮豆など                                                 |
|      | ハッショウマメ ［velvet bean］                                                       | マメ科トビカズラ属 Mucuna pruriens             | 種子                            | 餡など                                                         |
|      | シカクマメ ［winged bean］                                                           | マメ科シカクマメ属 Psophocarpus tetragonolobus | 豆果、種子 ［茎葉、塊根］       | 和え物、炒め物、天ぷらなど                                     |
|      | キマメ ［pigeon pea］                                                                | マメ科キマメ属 Cajanus cajan                   | 豆果、種子 ［スプラウト、茎葉］ | 煮物、ダール、炒め物など ［飼料、薬用、繊維］                  |
|      | ダイズ［soybean］ 枝豆**                                                             | マメ科ダイズ属 Glycine max                     | 豆果、種子 ［スプラウト］       | 塩茹で、炒め物、揚げ物、豆腐、納豆、もやし、味噌・醤油原料など |
|      | ホースグラム ［horse gram］                                                          | マメ科キバナフジマメ属 Macrotyloma uniflorum   | 豆果 ［葉］                     | 煮豆など ［飼料など］                                          |
|      | フジマメ ［hyacinth bean］                                                           | マメ科フジマメ属 Lablab purpurea               | 豆果、種子 ［スプラウト］       | 和え物、煮物など                                               |
|      | ササゲ ［cowpea］                                                                    | マメ科ササゲ属 Vigna unguiculata               | 豆果、種子 ［茎葉］             | 和え物、炒め物、天ぷら、煮物、餡など                           |
|      | アズキ ［adzuki bean］                                                               | マメ科ササゲ属 Vigna angularis                 | 豆果、種子                      | 和え物、炒め物、天ぷら、餡、赤飯など                           |
|      | ケツルアズキ（ブラックマッペ、ブラックグラム） ［black gram］                        | マメ科ササゲ属 Vigna mungo                     | 豆果 ［スプラウト、葉］         | 煮食、煮豆、もやしなど ［飼料など］                            |
|      | ツルアズキ（シマツルアズキ） ［rice bean］                                           | マメ科ササゲ属 Vigna umbellata                 | 豆果、種子 ［スプラウト、葉］   | 煮食、もやしなど ［飼料など］                                  |
|      | モスビーン（マットビーン） ［moth bean］                                             | マメ科ササゲ属 Vigna aconitifolia              | 豆果、種子                      | 煮食など ［飼料など］                                          |
|      | リョクトウ ［mung bean］                                                             | マメ科ササゲ属 Vigna radiata                   | 豆果、種子 ［スプラウト、茎葉］ | スープ、煮豆、ダール、餡、春雨、もやしなど                     |
|      | バンバラマメ ［Bambara groundnut］                                                   | マメ科ササゲ属 Vigna subterranea               | 種子                            | 炒り豆、塩漬け、煮物など ［飼料］                              |
|      | インゲンマメ ［common bean］ サヤインゲン** など                                     | マメ科インゲンマメ属 Phaseolus vulgaris        | 豆果、種子 ［葉］               | 和え物、炒め物、揚げ物、煮物、餡など                           |
|      | ベニバナインゲン（ハナマメ） ［runner bean］                                         | マメ科インゲンマメ属 Phaseolus coccineus       | 豆果、種子 ［塊根］             | 煮物、餡など ［観賞用］                                        |
|      | ライマメ ［butter bean］                                                             | マメ科インゲンマメ属 Phaseolus lunatus         | 豆果、種子                      | 煮物、餡など                                                   |
|      | ヒヨコマメ ［chickpea］                                                              | マメ科ヒヨコマメ属 Cicer arietinum             | 豆果、種子 ［茎葉］             | 煮豆、ダール、炒豆、スープ、粉食など ［飼料、薬用］            |
|      | ソラマメ** ［broad bean］                                                            | マメ科ソラマメ属 Vicia faba                    | 種子                            | 塩茹で、揚げ物、炒め物、煮豆、餡など                           |
|      | ヒラマメ（レンズマメ） ［lentil］                                                    | マメ科ヒラマメ属 Lens culinaris                | 豆果、種子 ［葉］               | 製粉、スープなど ［飼料］                                      |
|      | エンドウ［pea］ サヤエンドウ** スナップエンドウ* グリーンピース**など                | マメ科エンドウ属 Pisum sativum                 | 豆果、種子 ［スプラウト、葉］   | 和え物、炒め物、煮物、餡、豆苗など                             |
|      | グラスピー ［grass pea］                                                             | マメ科レンリソウ属 Lathyrus sativus            | 豆果                            | 茹でる、炒めるなど                                             |
|      | コロハ（フェヌグリーク） ［fenugreek］                                               | マメ科コロハ属 Trigonella foenum-graecum       | 種子 ［葉］                     | カレー、炒め物など［飼料］                                     |
|      | ウメ ［Japanese apricot］                                                            | バラ科スモモ属 Prunus mume                     | 核果                            | 漬物、ジャムなど ［薬用、観賞用］                              |
|      | イチゴ★**（オランダイチゴ） ［strawberry］                                           | バラ科オランダイチゴ属 Fragaria x ananassa     | イチゴ状果                      | 生食、ジャムなど                                               |
|      | トウモロコシ［maize］ スイートコーン**                                               | イネ科トウモロコシ属 Zea mays                  | 頴果（複合果）                  | 焼く、茹でる、蒸す、コーンスターチ、油など ［飼料］            |
|      | オクラ** ［okra］                                                                    | アオイ科トロロアオイ属 Abelmoschus esculentus  | 蒴果                            | 和え物、酢の物、サラダ、揚げ物、煮物など                       |
|      | ヒシ ［water chestnut］                                                              | ミソハギ科ヒシ属 Trapa spp.                    | 核果（堅果）                    | 生食、茹でる、蒸すなど                                         |
|      | ホウキギ（とんぶり） ［tonburi］                                                     | ヒユ科ムヒョウソウ属 Bassia scoparia           | 胞果（種子） ［葉］             | 三杯酢など                                                     |
|      | リョウリバナナ ［cooking banana］                                                    | バショウ科バショウ属 Musa × paradisiaca など   | 漿果 ［雄穂］                   | 煮る、蒸す、焼く、酒など                                       |
|      | ワサビノキ ［horseradish tree］                                                      | ワサビノキ科ワサビノキ属 Moringa oleifera      | 蒴果 ［葉、樹皮］               | カレー、サラダ、漬物、油など ［香料、石鹸、繊維など］          |
|      | パンノキ ［breadfruit］                                                              | クワ科パンノキ属 Artocarpus altilis            | 液果（複合果）［幹、樹皮］      | 焼く、煮る、揚げる、製粉、酒など ［木材、繊維など］            |
|      | パラミツ（ジャックフルーツ） ［Jackfruit］                                           | クワ科パンノキ属 Artocarpus heterophyllus      | 液果（複合果） ［葉、幹］       | 生食、焼く、煮る、酒など ［飼料、木材など］                    |

## ギャラリー

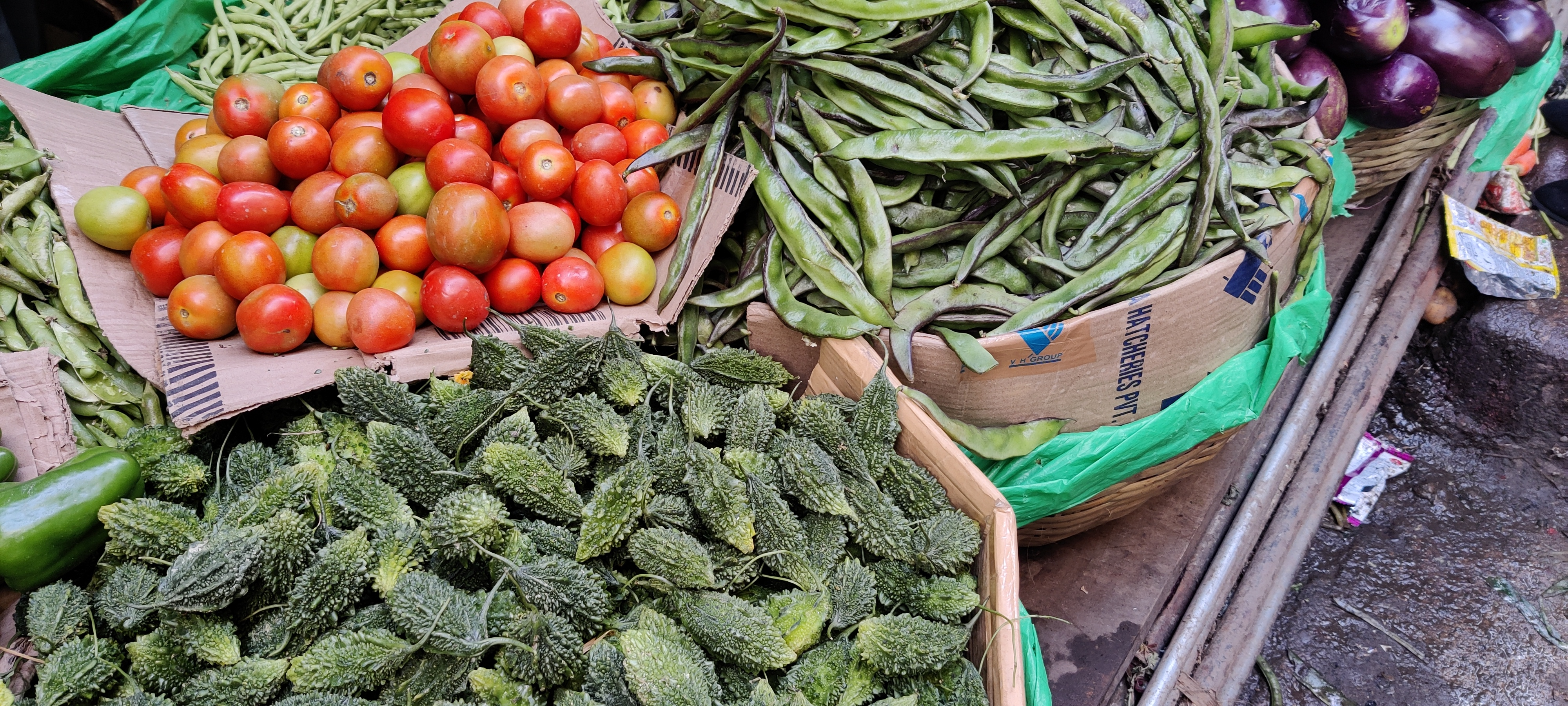
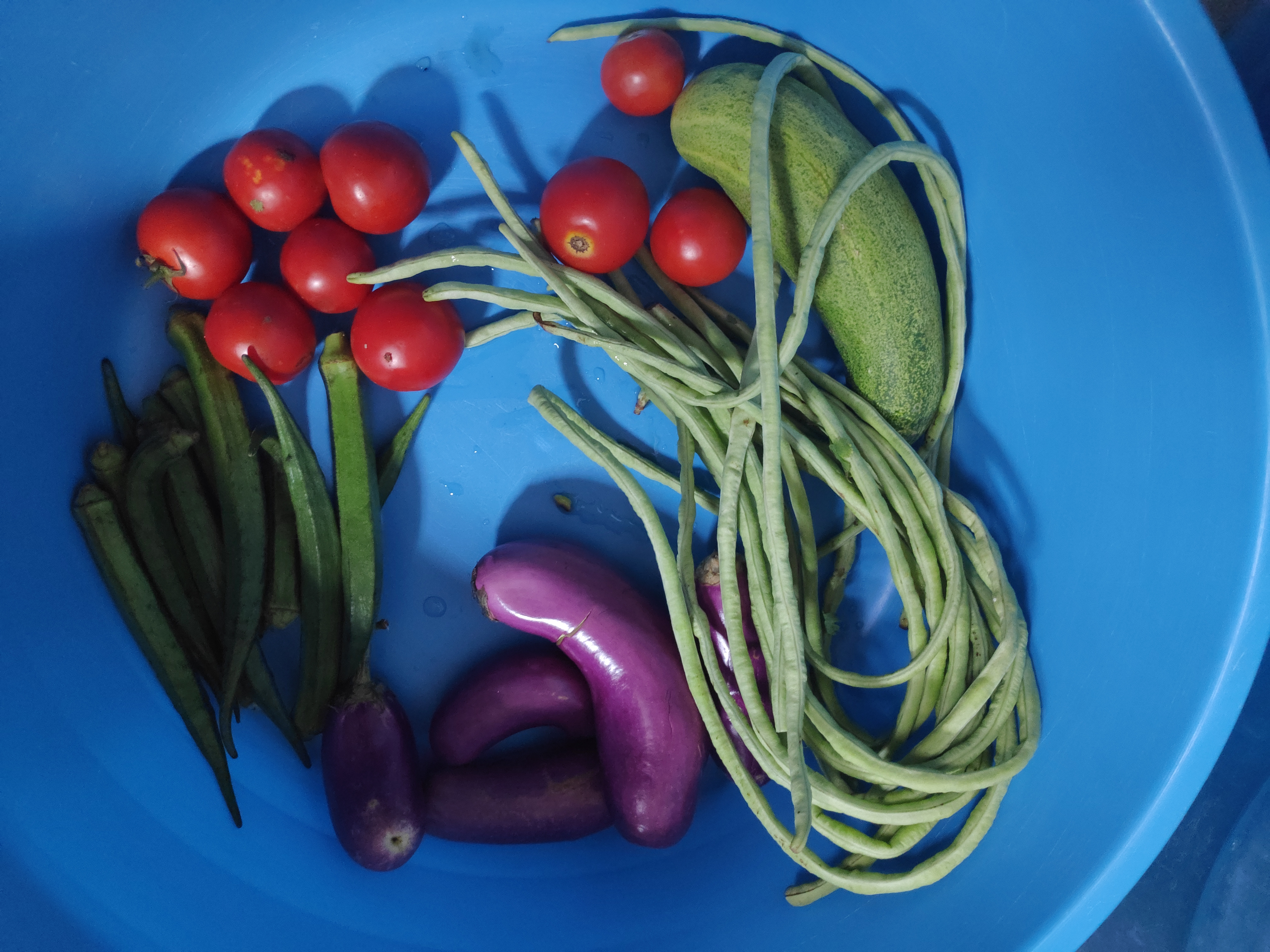
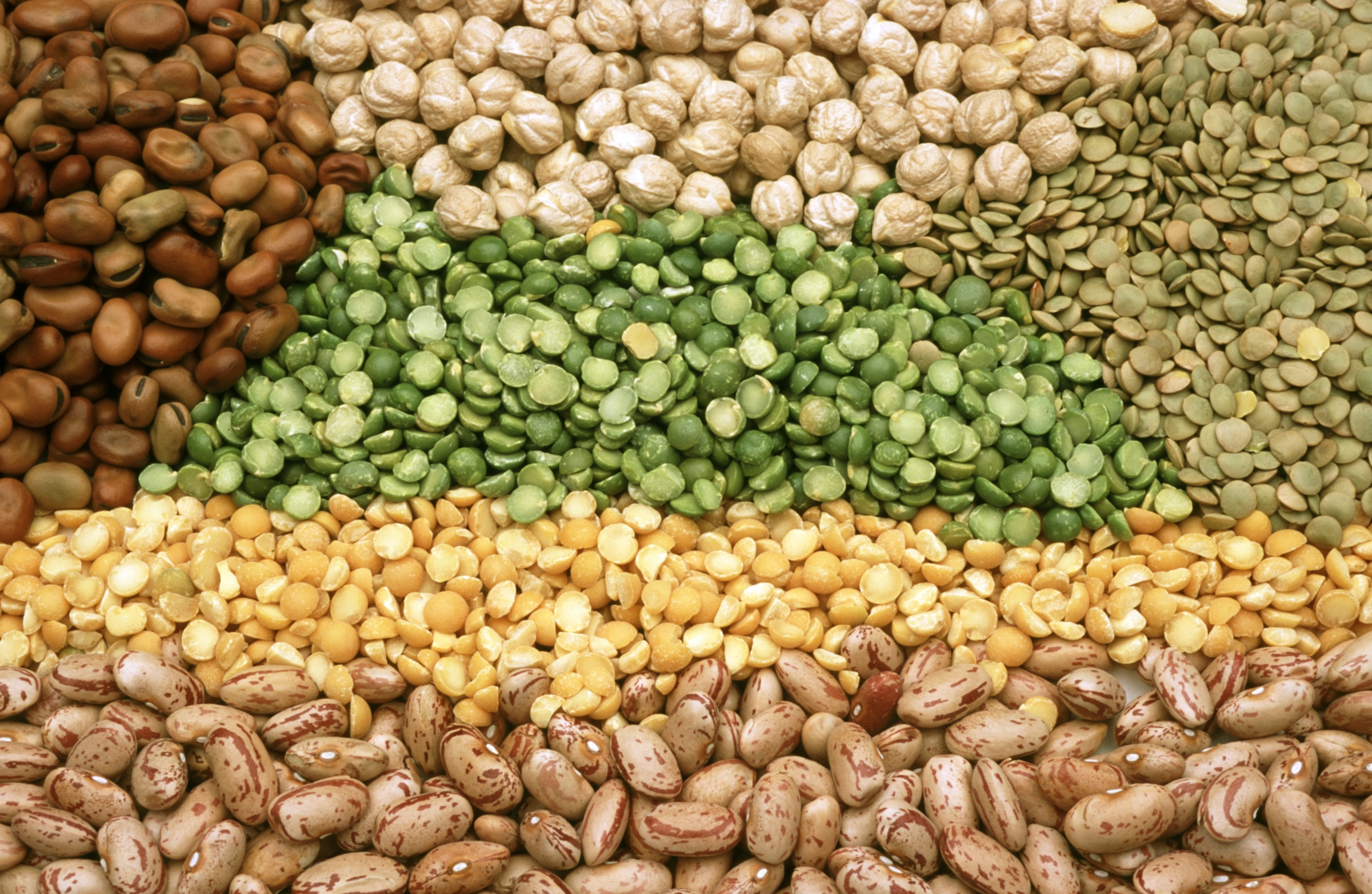
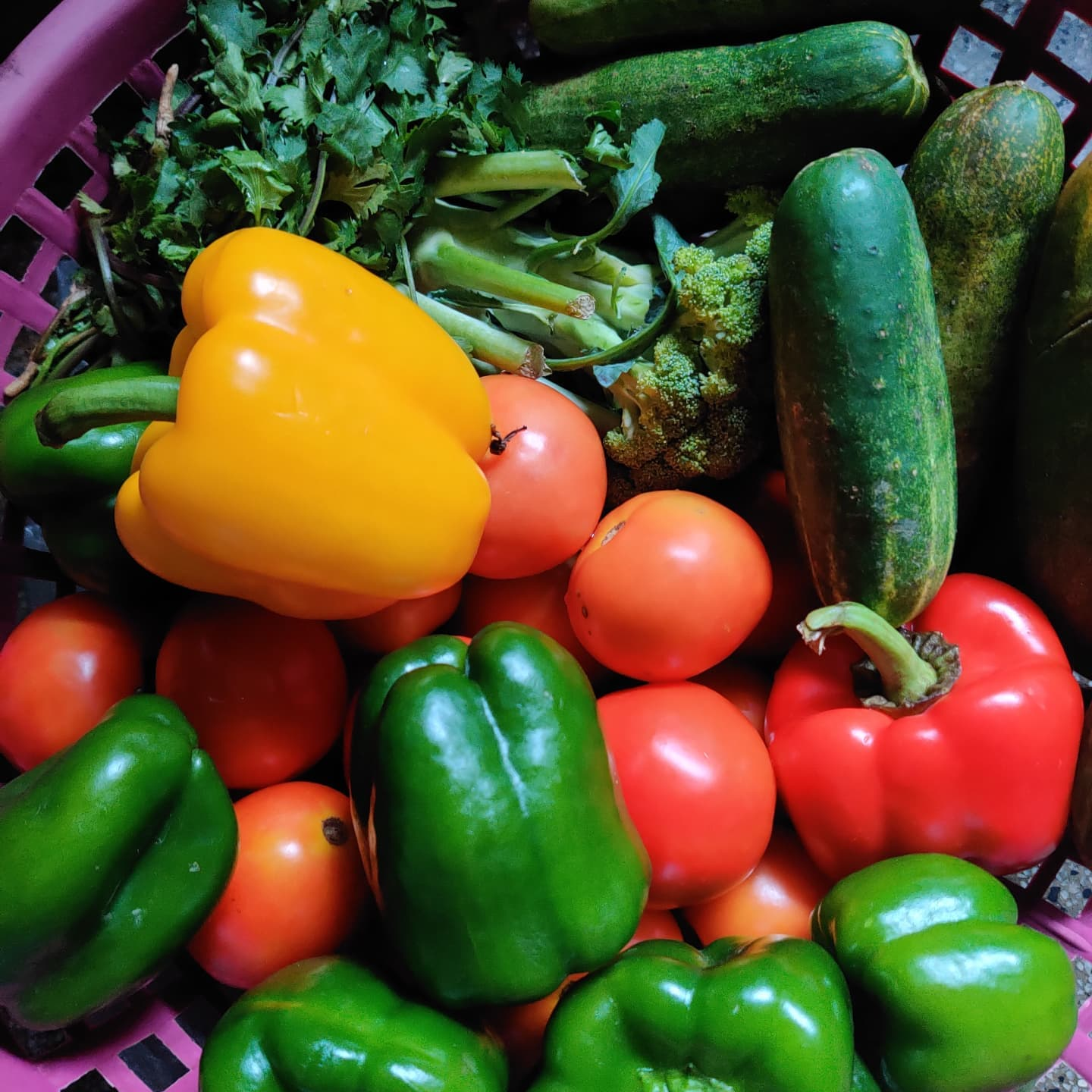